# チャンパーサック県
チャンパーサック県 (チャンパーサックけん、Champasak Province) は、ラオス南部の県。チャンパサック県とも。ラオス・タイ・カンボジアの三国国境地帯に位置する。

## 歴史
- 18世紀 ラーンサーン王国が分裂した後、チャンパーサック王国の中心地として機能していた。
- 1946年 チャンパーサック王国は、ルアンパバーン王国を中心とする統一ラオスに組み込まれた。
- 1949年 フランス連合ラオス王国に組み込まれた。

## 地理
- 県内にはメコン河が流れる。
- 県都のパークセーはラオス南部の中核都市であり、陸路、航路ともに整備がすすみ商業が発達している。

## 文化
ユネスコの世界遺産（文化遺産、チャンパサック県の文化的景観にあるワット・プーと関連古代遺産群）に指定されたワット・プーのほか、川幅が15kmにも及ぶメコン河の中州群シーパンドン（「四千の中州」の意）、川イルカウォッチングなど一大観光拠点としてもにぎわっている。

## 行政区分
1. 16-03 バーチエンチャルームスック郡（英語版）
2. 16-07 チャンパーサック郡（英語版）
3. 16-10 コーン郡（英語版）
4. 16-09 ムーンラパモーク郡
5. 16-01 パークセー郡

## 産業
パークセー市から50kmほど離れた標高1,100ｍのボーラウェン高原に位置するパークソーン郡は、気候を生かした野菜の生産が盛んな地域である。
しかも、パークセー市から同郡までの穏やかに傾斜した道路は完全舗装されており、農作物の運搬が容易となっている。